# SC 07 Moselweiß
Der SC 07 Moselweiß war ein deutscher Sportverein mit Sitz im Stadtteil Moselweiß der rheinland-pfälzischen Stadt Koblenz.

## Geschichte
Der Verein wurde im Jahre 1907 gegründet. Vom 8. September 1947 bis zum 14. Januar 1950 war der Verein Teil eines Großverein zusammen mit dem TV Moselweiß. Zur Saison 1950/51 stieg die Fußball-Mannschaft in die zu dieser Zeit zweitklassige Landesliga Rheinland auf. Mit 25:31 Punkten gelang hier dann am Ende der Spielzeit eine Platzierung auf dem elften Platz. Nach der nächsten Saison wurde dann die drittklassige Amateurliga Rheinland eingeführt. Mit dem 14. Platz konnte sich der Verein für diese jedoch nicht qualifizierten und trat somit fortan in der viertklassigen 2. Amateurliga an.
Zur Saison 1956/57 gelang dann die Rückkehr in die Amateurliga, mit 20:24 konnte hier mit dem siebten Platz auch die Klasse gehalten werden. Nach der Spielzeit 1959/60 ging es für den SC mit 20:28 Punkten über den vorletzten Platz dann wieder nach unten.
In den folgenden Jahren spielte der Verein dann nur noch unterklassig. Die letzte Saison bestritt man 2009/10 in der Kreisliga B. Die E-Junioren gingen in der TuS Koblenz auf. Der Verein wurde kurze Zeit darauf dann auch aufgelöst.